# Загородній Дмитро Валерійович
Дмитро́ Валері́йович Загоро́дній (нар. 5 липня 1989 — 30 липня 2015) — солдат Збройних сил України, учасник російсько-української війни.

## З життєпису
Народився 1989 року в селі Рідка Хмельницької області. Закінчив Поляхівську ЗОШ, Прикарпатський юридичний інститут Львівського державного університету внутрішніх справ в Івано-Франківську.
Працювати пішов у Теофіпольський районний відділ внутрішніх справ — був дільничним інспектором у Волице-Полівській, Лідихівській, Олійницькій сільських радах, лейтенант міліції.
Мобілізований у лютому 2015 року; солдат, командир саперного відділення 14-ї окремої механізованої бригади.
29 липня 2015-го під час розміновування ділянки під Маріуполем поблизу Талаківки на встановленій російськими терористами міні підірвалися двоє саперів. Дмитру відірвало ноги, був прооперований. 30 липня помер у маріупольській лікарні.
Другий боєць був у важкому стані — Олексій Ярмолюк, помер 18 серпня у Київському військовому шпиталі.
Похований 3 серпня в селі Рідка Теофіпольського району.
Без Дмитра лишились мама й дружина.

## Нагороди
За особисту мужність, сумлінне та бездоганне служіння Українському народові, зразкове виконання військового обов'язку відзначений — нагороджений
- нагороджений орденом «За мужність» ІІІ ступеня (21.3.2016, посмертно)[1]